# Sholicola major
El alicorto flanquirrufo (Sholicola major) es una especie de ave paseriforme de la familia Muscicapidae endémica de los bosques shola de los montes del sur de la India, principalmente al norte del Palghat Gap. Anteriormente se consideraba conespecífico de alicorto ventriblanco hasta que en 2005 fueron reclasificadas como especies independientes por Pamela C. Rasmussen. En 2017 fue separado en un nuevo género, Sholicola, junto al alicorto ventriblanco. Esta pequeña ave habita en el suelo del bosque y sotobosque de bosquecillos densos protegidos en valles con praderas montanas, un hábitat limitado y amenazado.

## Descripción

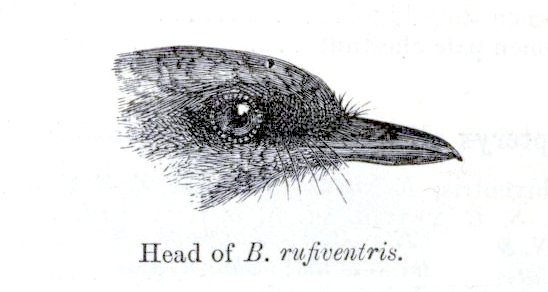
Cabeza de B. major

Este pájaro se distingue por sus patas largas y muestra una apariencia gruesa producto de su cola y alas cortas. El alicorto flanquirrufo posee un lorum negro, y su espalda, garganta y pecho son de un tono azul grisáceo oscuro, sus partes inferiores son de un tono rufo. El centro de su vientre es blanco amarrillento. 
Si bien se parece a su congénere en que ambos poseen hábitos similares y la misma forma y que ambas presentan poco dimorfismo sexual, se diferencia de alicorto ventriblanco por la coloración del plumaje de sus partes inferiores y flancos. A diferencia de otras especie similares su ceja no se encuentra tan bien definida y es de un tono azulado difuso.

## Taxonomía
El alicorto flanquirrufo fue descrito científicamente en 1844 por Thomas C. Jerdon, con el nombre binomial de Phaenicura major. Edward Blyth sugirió que la especie debería situarse en el género Callene, que él había separado de Brachypteryx, y en el que también había situado al ruiseñor frentiazul (ahora Cinclidium frontale, y entonces Callene frontalis). Entonces Jerdon propuso un nuevo nombre, Callene rufiventris, que no cumple los principios de prioridad taxonómico que da validez solo al primer nombre específico. Eugene Oates en la primera edición de su obra The Fauna of British India (La fauna de la India británica) trasladó la especie al género Brachypteryx, afirmando que era congénere de Brachypteryx montana, anotando que los juveniles eran moteados como en Callene (al igual que en ruiseñor frentiazul). El cambio de género se prolongó en la segunda edición de The Fauna of British India (1924) de E. C. Stuart Baker, y además se incluyó como subespeciepero al alicorto ventriblanco, basándose en un espécimen recolectado por T. F. Bourdillon en Mynal que se sostenía era intermedia entre ambas formas. Claud Buchanan Ticehurst en 1939 reafirmó el emplazamiento en el género. Este tratamiento como subespecie se mantuvo en las clasificaciones posteriores como la de Salim Ali y Sidney Dillon Ripley, hasta que Pamela C. Rasmussen en 2005 y volvió a restablecer como especies separadas al alicorto flanquirrufo y el alicorto ventriblanco. En la guía Birds of South Asia (Aves del sur de Asia, 2005), ambas especies fueron trasladadas provisionalmente al género Myiomela, basándose en similitudes morfológicas y señalando que su emplazamiento en Brachypteryx era errónea. En 2010 los estudios de secuencias de ADN indicaron una divergencia antigua de estas dos poblaciones y confirmaron su rango de especies separadas. Otro estudio filogenético de 2010 indicó que el género Brachypteryx, que se creía perteneciente a la familia Turdidae, pertenecía en realidad a la familia Muscicapidae (aunque la muestra del taxón no incluía a las formas del sur de la India), y cuya especie tipo Brachypteryx montana muestra un fuerte dimorfismo sexual. La posición del género no se determinó hasta 2017 con un estudio con una muestra mayor que incluía a las especies del sur de la India, descubriendo que estas formaban un grupo emparentado con los géneros de Muscicapidae: Eumyias, Cyanoptila, Niltava, Cyornis y Anthipes. Esto condujo a la creación de un nuevo género Sholicola para incluir a los alicortos del sur de la India.

## Distribución y hábitat

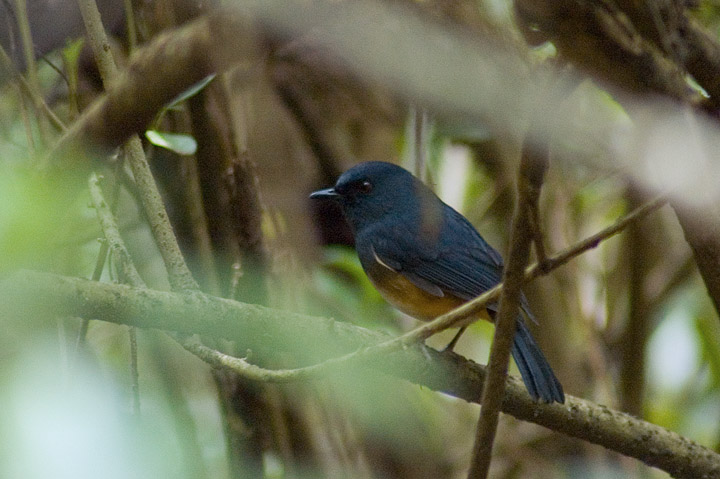
Habitan en bosques densos tipo shola.

Se encuentran poblaciones de M. major de las montañas Nilgiri, las colinas Bababudan y el Brahmagiris, en India.
Su hábitat natural son los sholas, segmentos de bosques aislados de dimensiones reducidas en los valles con pasturas elevados. La especie solo habita por encima de los 1200 m de altitud en las montañas más altas del sur de la India. Estos pedazos aislados de bosque son de dimensiones muy limitadas y por lo tanto la especie se encuentra amenazada por pérdida de hábitat.

## Comportamiento y ecología
Los alicortos flanquirrufos habitan en el bosque denso, en la oscuridad de la canopia y el suelo del bosque. Emiten llamadas frecuentemente piando y emitiendo chasquidos ásperos. Se describe el canto del alicorto flanquirrufo como series de silbidos y zumbidos entrelazados. Las poblaciones aisladas geográficamente muestran variaciones en sus cantos.
Su época de cría es variable y se produce entre abril y junio después de las lluvias. Pueden situar su nido en el interior del hueco de un árbol o en un agujero de un talud, en cualquier caso está hecho de musgo y fibras de raíces y situado cerca del suelo. Suelen poner dos huevos de color verde grisáceo con moteado pardo. The incubation period is about 16 to 17 days. Ambos progenitores comparten la tarea de incubar y alimentar a los polluelos. A veces reutilizan los nidos de años anteriores.
La muda de las plumas de su cola se produce a principios de junio.